# Костень (Горж)
Костень, Костені (рум. Costeni) — село у повіті Горж в Румунії. Адміністративно підпорядковане місту Тісмана.
Село розташоване на відстані 261 км на захід від Бухареста, 29 км на захід від Тиргу-Жіу, 105 км на північний захід від Крайови.

## Населення
За даними перепису населення 2002 року у селі проживали 811 осіб. Усі жителі села рідною мовою назвали румунську.
Національний склад населення села:
| Національність | Кількість осіб | Відсоток |
| -------------- | -------------- | -------- |
| румуни         | 733            | 90,4%    |
| цигани         | 78             | 9,6%     |